# Segunda División de Portugal 2022-23
La temporada 2022-23 de la Segunda División de Portugal fue la 33.ª temporada de la Segunda División de Portugal, la liga de fútbol de segundo nivel en Portugal. El torneo es organizado por la Federación Portuguesa de Fútbol (FPF).

## Ascensos y descensos
| Pos. | Ascendidos a 1.ª División |
| ---- | ------------------------- |
| 1º   | Rio Ave                   |
| 2º   | Casa Pia                  |
| 3.º  | Chaves                    |

| Pos. | Descendidos de 1.ª División |
| ---- | --------------------------- |
| 16.º | Moreirense                  |
| 17.º | Tondela                     |
| 18.º | Belenenses                  |

| Pos. | Descendidos a Liga 3 |
| ---- | -------------------- |
| 17.º | Varzim               |
| 18.º | Académica            |

| Pos.    | Ascendidos de Liga 3 |
| ------- | -------------------- |
| 1º (I)  | Torreense            |
| 1º (II) | Oliveirense          |

## Equipos participantes
| Equipo             | Ciudad               | Estadio                                               | Capacidad | 2021–22 |
| ------------------ | -------------------- | ----------------------------------------------------- | --------- | ------- |
| Académico de Viseu | Viseu                | Estádio do Fontelo                                    | 7,744     | 15      |
| Benfica B          | Seixal               | Benfica Campus                                        | 2,720     | 5       |
| B-SAD              | Malveira, Mafra      | Estádio das Seixas                                    | 12,500    | 18 (PL) |
| Estrela da Amadora | Amadora              | Estádio José Gomes                                    | 9,288     | 14      |
| Farense            | Faro                 | Estádio de São Luís                                   | 7,000     | 11      |
| Feirense           | Santa Maria da Feira | Estádio Marcolino de Castro                           | 5,401     | 4       |
| Leixões            | Matosinhos           | Estádio do Mar                                        | 9,766     | 8       |
| Mafra              | Mafra                | Estádio Municipal de Mafra                            | 1,257     | 9       |
| Moreirense         | Moreira de Cónegos   | Parque de Jogos Comendador Joaquim de Almeida Freitas | 6,153     | 16 (PL) |
| Nacional           | Funchal              | Estádio da Madeira                                    | 5,132     | 6       |
| Oliveirense        | Oliveira de Azeméis  | Estádio Carlos Osório                                 | 1,750     | 2 (L3)  |
| Penafiel           | Penafiel             | Estádio Municipal 25 de Abril                         | 5,230     | 7       |
| Porto B            | Vila Nova de Gaia    | Estádio Municipal Jorge Sampaio                       | 8,272     | 10      |
| Sp. Covilhã        | Covilhã              | Estádio Municipal José dos Santos Pinto               | 3,500     | 16      |
| Tondela            | Tondela              | Estádio João Cardoso                                  | 5,000     | 17 (PL) |
| Torreense          | Torres Vedras        | Estádio Manuel Marques                                | 12,000    | 1 (L3)  |
| Trofense           | Trofa                | Estádio do CD Trofense                                | 5,074     | 13      |
| Vilafranquense     | Vila Franca de Xira  | Estádio Municipal de Rio Maior                        | 6,500     | 12      |

## Clasificación
| Pos. | Equipo             | Pts. | PJ | G  | E  | P  | GF | GC | Dif. | Clasificación 2023-24    |
| ---- | ------------------ | ---- | -- | -- | -- | -- | -- | -- | ---- | ------------------------ |
| 1    | Moreirense (C, A)  | 79   | 34 | 24 | 7  | 3  | 77 | 38 | +39  | Asciende a Primeira Liga |
| 2    | Farense (A)        | 69   | 34 | 21 | 6  | 7  | 57 | 34 | +23  | Asciende a Primeira Liga |
| 3    | Estrela da Amadora | 63   | 34 | 16 | 15 | 3  | 55 | 35 | +20  | Promoción ascenso        |
| 4    | Académico de Viseu | 53   | 34 | 14 | 11 | 9  | 51 | 45 | +6   |                          |
| 5    | Porto B            | 51   | 34 | 14 | 9  | 11 | 48 | 40 | +8   |                          |
| 6    | Mafra              | 47   | 34 | 12 | 11 | 11 | 46 | 49 | −3   |                          |
| 7    | Vilafranquense     | 46   | 34 | 12 | 10 | 12 | 42 | 36 | +6   |                          |
| 8    | Feirense           | 46   | 34 | 11 | 13 | 10 | 43 | 37 | +6   |                          |
| 9    | Torreense          | 44   | 34 | 13 | 5  | 16 | 38 | 41 | −3   |                          |
| 10   | Oliveirense        | 43   | 34 | 11 | 10 | 13 | 51 | 50 | +1   |                          |
| 11   | Tondela            | 40   | 34 | 8  | 16 | 10 | 35 | 35 | 0    |                          |
| 12   | Penafiel           | 39   | 34 | 9  | 12 | 13 | 36 | 47 | −11  |                          |
| 13   | Nacional           | 39   | 34 | 10 | 9  | 15 | 35 | 46 | −11  |                          |
| 14   | Benfica B          | 38   | 34 | 10 | 8  | 16 | 52 | 58 | −6   |                          |
| 15   | Leixões            | 38   | 34 | 10 | 9  | 15 | 38 | 49 | −11  |                          |
| 16   | B-SAD              | 35   | 34 | 9  | 8  | 17 | 41 | 59 | −18  | Promoción descenso       |
| 17   | Trofense (D)       | 32   | 34 | 8  | 8  | 18 | 31 | 51 | −20  | Desciende a Liga 3       |
| 18   | Sp. Covilhã (D)    | 28   | 34 | 7  | 7  | 20 | 31 | 57 | −26  | Desciende a Liga 3       |

 Fuente: Liga Portugal 2
Criterios de clasificación: 1) Points; 2) Head-to-head points; 3) Head-to-head goal difference; 4) Head-to-head away goals scored; 5) Goal difference; 6) Matches won; 7) Goals scored; 8) Play-off.
Notas:
1. ↑  Leixões were deducted 1 point for financial irregularities.[2]